# UPIC
UPIC (Unité Polyagogique Informatique CEMAMu) es una herramienta de composición musical computarizada, ideada por el compositor Iannis Xenakis. Fue desarrollado en el Centre d'Etudes de Mathématique et Automatique Musicales (CEMAMu) en París y se completó en 1977. Xenakis lo usó en su pieza posterior Mycènes Alpha (1978) y en otras dos obras. También ha sido utilizado por compositores como Julio Estrada, en Eua´on (1980); Jean-Claude Risset en Saxatile (1992); Jorge Antunes en Interlude de l'opéra Olga (1992); François-Bernard Mâche en Hypérion (1981), Nocturne (1981), Tithon (1989), Moires (1994) y Canopée (2003); Takehito Shimazu en Illusions in Desolate Fields (1994); Gérard Pape en Le Fleuve du Désir III (1994); y Curtis Roads en Purity (1994) y Sonal Atoms (1998). Aphex Twin insinúa que usa UPIC en una entrevista en la que le preguntan que  qué software usa y él responde que "UPIC de Xenakis avergüenza casi todo lo demás [y] está por debajo de 1 MB".
Físicamente, la UPIC es una tableta digital conectada a una computadora, que tiene una pantalla vectorial. Su funcionalidad es similar a la del último Fairlight CMI, en el sentido de que el usuario dibuja formas de onda y envolventes de volumen en la tableta, que son procesadas por la computadora. Una vez que se han almacenado las formas de onda, el usuario puede componer con ellas dibujando "composiciones" en la tableta, con el eje X representando el tiempo y el eje Y representando el tono. Las composiciones se pueden alargar en duración desde unos pocos segundos hasta una hora. También pueden transponerse, revertirse, invertirse y someterse a una serie de transformaciones algorítmicas. El sistema permite una interpretación en tiempo real moviendo el lápiz por la tableta.
El sistema UPIC se ha ampliado posteriormente para permitir formas de onda muestreadas digitalmente como material fuente, en lugar de tonos puramente sintetizados. En 2005, Mode Records de Nueva York lanzó una compilación en 2 CD de obras compuestas con la UPIC en CCMIX, titulada Xenakis, UPIC, Continuum, que proporciona una descripción general de las posibilidades sonoras de la máquina.
Hubo un par de intentos de reproducir el sistema UPIC utilizando hardware básico, por ejemplo, Iannix, HighC, UPISketch. IanniX, que ha sido patrocinado por el Ministerio de Cultura francés, es un secuenciador gráfico de código abierto que se sincroniza a través de un Open Sound Control eventos y curvas en un entorno en tiempo real (como Pure Data, SuperCollider, Csound, MaxMSP y openFrameworks, entre otros). Por su parte, HighC se utiliza actualmente como herramienta pedagógica en clases que van desde la adolescencia hasta las clases magistrales de composición, mientras que algunos compositores contemporáneos, como George Hatzimichelakis, la han incorporado a su conjunto de herramientas.
Otra herramienta pedagógica, UPISketch, se inspiró en la UPIC. La primera versión, lanzada en 2018, se ejecuta en OSX e iOS. Fue posible gracias a una asociación entre el Centro Iannis Xenakis y la Universidad Europea de Chipre, con financiación del Proyecto Interfaces.